# Wahre Liebe rostet nicht
Wahre Liebe rostet nicht (Originaltitel: Le grand amour, deutsch: Die große Liebe) ist ein französischer Spielfilm von Pierre Étaix aus dem Jahr 1968. Er selbst verfasste auch das Drehbuch zusammen mit Jean-Pierre Carrière. Die Hauptrollen sind mit dem Regisseur selbst, Annie Fratellini,  Nicole Calfan und Alain Janey besetzt. Im Produktionsland kam der Film das erste Mal am 20. März 1969 in die Kinos, in der Bundesrepublik Deutschland ein Vierteljahr später.

## Handlung
Nicht dass Pierre gleich hätte heiraten wollen; ihm war mit seinen Freundinnen sehr wohl, und er hätte das Unvermeidliche gerne noch ein wenig vor sich hergeschoben. Aber in der klassischen Weise wird er von Florences Familie, nachdem die Schwiegermama in spe ihn einmal begutachtet und für brauchbar befunden hat, liebevoll eingekreist und mit sanfter Gewalt zum Traualtar geführt. Er heiratet nicht, er wird geheiratet. (Vive la petite différence!)
Zehn Jahre geht das gut. Unter ständiger Obhut der Schwiegermutter, der Gerbereibesitzersgattin, läuft das Leben ab: am Tag Juniorchef im Betrieb, am Abend Fernsehen oder Zeitung, Sonntag Kirchgang, dann Aperitif, dann Hühnchen mit Erbsen, am Abend den Rest vom Mittagessen. Florence ist nicht besonders hübsch, hat aber Rehaugen; sie ist anhänglich und ein wenig pummelig: die ideale Durchschnittsgattin.
Agnes tritt in Pierres Leben, die neue Sekretärin, 19 Jahre alt, schön gewachsen, das Gesicht mit viel Lächeln und Schminke verklärt, Pierres „große Liebe“ (so der Originaltitel). Agnes ist nicht abgeneigt, das Gefühl zu erwidern, und als dazu noch Florence allein ans Meer fährt und Pierres Freund Jacques die nötigen taktischen Ratschläge gibt, scheint eine große Zeit bevorzustehen. Doch über ein gemeinsames Abendessen geht die große Liebe nicht hinaus. Pierre ist unbeholfen oder feige oder – treu. Oder hat die Gewohnheit das Ihre getan? Pierre ist schließlich froh, als Florence wieder zurückkommt, auch wenn er aus Eifersucht sofort mit ihr streitet. Die Erde hat ihn wieder.

## Auszeichnungen
1969 erhielt der Film den Grand prix du cinéma français. Die Filmbewertungsstelle Wiesbaden verlieh dem Werk das Prädikat «Wertvoll».

## Kritik
Der Evangelische Film-Beobachter zieht folgendes Fazit: Pierre Étaix’ subtile und komische Veranschaulichung des Banalen im täglichen Leben, eine weniger gehässige als liebenswerte Entlarvung der Durchschnittsseele. Empfehlenswert ab 14. Auch das Lexikon des Internationalen Films hat eine gute Meinung von dem Werk: Aktionsarme, aber substanzreiche Gag-Komödie um die eheliche Liebe. Auf subtil-verhaltene Weise wird lächelnd Kritik an Kleinstadt-Spießigkeit geübt und viel Weises über das Wesen der ehelichen Liebe ausgesagt.